# Delbrück (Familie)

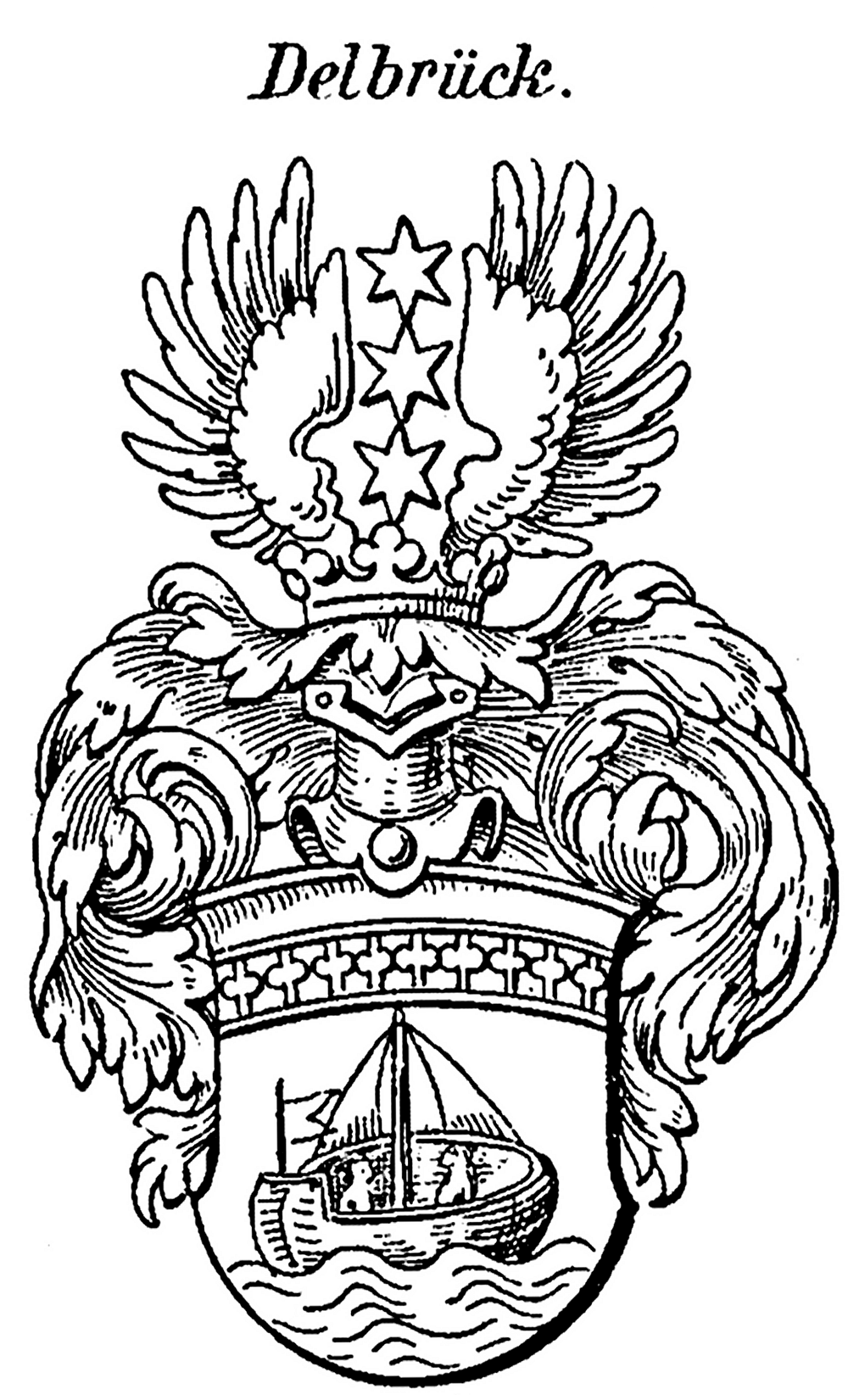
Wappen der Delbrück

Delbrück ist der Name einer niedersächsischen Familie aus Alfeld (Leine), die ihre direkte Stammreihe mit Daniel Delbrück oder Delbrügge (um 1645–1719) beginnt, Bürger und Brauer, Ratsherr und Landesschatzmeister in Alfeld.

## Adel
- Preußischer Adelsstand durch Verleihung des Schwarzen Adlerordens in Berlin am 18. Januar 1896 (Wappenbrief vom 29. April 1896) für den königlich preußischen Staatsminister Rudolph Delbrück.
- Preußischer Adelsstand durch Verleihung des Schwarzen Adlerordens bei Entlassung aus seinen Ämtern in Berlin am 22. Mai 1916 (Wappenbrief vom 31. Juli 1916) für Clemens Delbrück, königlich preußischer Staatsminister und Staatssekretär des Innern.[1]
- Wappen der Adelsfamilie: In Schwarz hinter einer den Schild überspannenden roten Bogenbrücke auf bewegter See eine schwarze Galeere, deren schwarz-weiß bewimpelter Mast an seiner Spitze von einem aus Wolken am rechten Obereck hervorwachsenden nacktem Arm gehalten wird; auf dem Helm mit rot-silbernen Decken ein gold-bewehrter schwarzer Adler.

## Banken
- Delbrück, Leo & Co.: 1858 gegründete Berliner Privatbank
- Deutsche Bank: 1870 durch Adelbert Delbrück mitgegründete Bank
- Delbrück, Schickler & Co.: 1910 durch die Fusion von Delbrück, Leo & Co. und Gebr. Schickler entstandene Privatbank
- Delbrück & Co.: aus Delbrück, Schickler & Co. entstandene Berliner Privatbank
- Delbrück Bethmann Maffei AG: 2004 durch die Fusion von Delbrück & Co. und Bethmann Maffei entstandene, zur Großbank ABN AMRO gehörende, in Frankfurt (Main) ansässige Aktienbank
- Bankhaus Delbrück

## Stiftung
Die Familie Delbrück betreibt seit 1873 die gemeinnützige Delbrück’sche Familienstiftung, die soziale wie wissenschaftliche und künstlerische Arbeit fördert.

## Namensträger
Um die Kindschaftsverhältnisse besser zum Ausdruck zu bringen und die Zugehörigkeit der Namen zu den entsprechenden Stämmen deutlich zu machen, sind die Einrückungen vorgenommen worden. Vorne stehen die „Stammväter“, eingerückt jeweils die Kinder.
Zum Schluss sind die Namen genannt, die entweder noch nicht eindeutig den Stämmen zugeordnet werden konnten oder überhaupt nicht zu diesem Stamm gehören.
- Friedrich Delbrück (1768–1830), preußischer Erzieher des späteren Königs Friedrich Wilhelm IV. sowie von dessen Brüdern, dem späteren Kaiser Wilhelm I. und Prinz Carl
  - Rudolph von Delbrück (1817–1903), preußischer Politiker und Leiter des Kanzleramtes unter Otto von Bismarck
- Johann Friedrich Ferdinand Delbrück (1772–1848), deutscher Philologe und Philosoph
- Gottlieb Delbrück (1777–1842), Jurist, Kurator der Universität Halle
  - Aline Delbrück (1807–1875) verheiratet mit Anton Friedrich Hohl (1789–1862), deutscher Professor der Geburtshilfe in Halle
    - Rudolf Hohl (1838–1872), deutscher Zahnmediziner

  - Felix Delbrück (1811–1852), Kreisrichter in Stralsund
    - Berthold Delbrück (1842–1922), deutscher Sprachforscher und Indogermanist
      - Richard Delbrück (1875–1957), deutscher Archäologe

  - Franziska Maria Delbrück (1813–1849), verheiratet mit Hermann Ludwig Dryander
  - Ernst Gottlieb Delbrück (1814–1892), Mediziner
    - Clemens von Delbrück (1856–1921), Reichstagsabgeordneter, preußischer Minister und stv. Reichskanzler
      - Joachim von Delbrück (1886–1951), deutscher Schriftsteller

    - Anton Delbrück (1862–1944), deutscher Psychiater und Mitbegründer des Blauen Kreuzes
    - Hermann Delbrück (* 1943), deutscher Arzt, Medizinprofessor und Autor
    - Peter Delbrück (* 1945), deutscher Ökonom, Vorstandsvorsitzender der UBS Deutschland bis 1994

  - Ernst Luther Berthold Delbrück (1817–1868), deutscher Jurist
    - Hans Delbrück (1848–1929), deutscher Historiker, Politiker, Herausgeber der „Preußischen Jahrbücher“
      - Justus Delbrück (1902–1945), Widerstandskämpfer
      - Emmy Delbrück (1905–1991) verheiratet mit Klaus Bonhoeffer und Widerstandskämpferin um die Gruppe des 20. Juli 1944
      - Max Delbrück (1906–1981), deutsch-amerikanischer Biophysiker, Nobelpreis 1969

    - Max Delbrück (1850–1919), deutscher Agrikulturchemiker
    - Emilie Delbrück (1854–1904) verheiratet mit Michael Hayduck (1838–1909), Philosoph und Gymnasialdirektor in Berlin
    - Ernst Felix Peter Delbrück (1858–1933), Jurist, Mathematiker, ab 1912 Präsident Kaiserliches Statistisches Amt, ab 1918 bis 1923 Präsident Statistisches Reichsamt
      - Herta Emilie Emma Natalie Delbrück (1906–1992) verheiratet mit Ernst Wagemann (1884–1956), Gründer des Deutschen Instituts für Konjunkturforschung (heute: Deutsches Institut für Wirtschaftsforschung)

  - Adelbert Delbrück (1822–1890), deutscher Bankier und Gründer der Deutsche Bank AG
    - Luise Auguste Delbrück (1861–1941) verheiratet mit Werner Körte (1853–1937), deutscher Chirurg
    - Heinrich Delbrück (1855–1922), deutscher Jurist, Präsident des Reichsgerichtes
    - Ludwig Delbrück (1860–1913), deutscher Bankier

  - Marie Julie Emilie Delbrück (1823–1908) verheiratet mit Carl Litzmann (1815–1890), Gynäkologe
    - Berthold Litzmann (1857–1926), deutscher Germanist und Literaturhistoriker in Bonn

  - Gotthilf Emanuel Hugo Delbrück (1825–1900)
    - Auguste Albertine Aline Lisbeth Delbrück (1858–1934) verheiratet mit Hermann Körte (1841–1923)
    - Victor Delbrück (1862–1907)
      - Helmuth Delbrück (1891–1957), deutscher Richter

    - Ida Emanuele Helene Delbrück (1859–1893) verheiratet mit Emil Friedrich Wilhelm Steinbrück (1849–1933)
    - Werner Delbrück (1868–1910), deutscher Chemiker und Mitglied des Deutschen Reichstags
      - Helmuth Delbrück (1891–1957), deutscher Richter
- Charlotte Delbrück (1781–1863) verheiratet mit Johann Friedrich Ludwig Göschen (1778–1837), deutscher Rechtswissenschaftler

noch nicht zugeordnete Namen:
- Günther Caracciola-Delbrück (1898–1945), deutscher Verleger und Widerstandskämpfer
- Christian Delbrück (1944–2006), deutscher Journalist und ehemaliges Mitglied des Vorstands der Axel Springer SE
- Jost Delbrück (1935–2020), deutscher Jurist, 1976–2001 Professor am Walther-Schücking-Institut für internationales Recht an der Christian-Albrechts-Universität Kiel
- Kurt Delbrück (1859–1945), deutscher evangelischer Pfarrer und Schriftsteller

## Wappen
Blasonierung: Auf Wellen ein nach links fahrendes Segelschiff mit zwei Segeln, einem Fähnchen auf dem erhöhten Heck und zwei nur halb sichtbaren Schiffersleuten je einen auf beiden Seiten des Mastbaums. Das Schiff ist überhöht von einem Brückenbogen, mit einem aus neun Säulchen bestehenden Brückengitter. Auf dem gekrönten Helm ein offener Flug, dazwischen übereinander drei Sterne.